# ナタリア・ベスメルトノワ

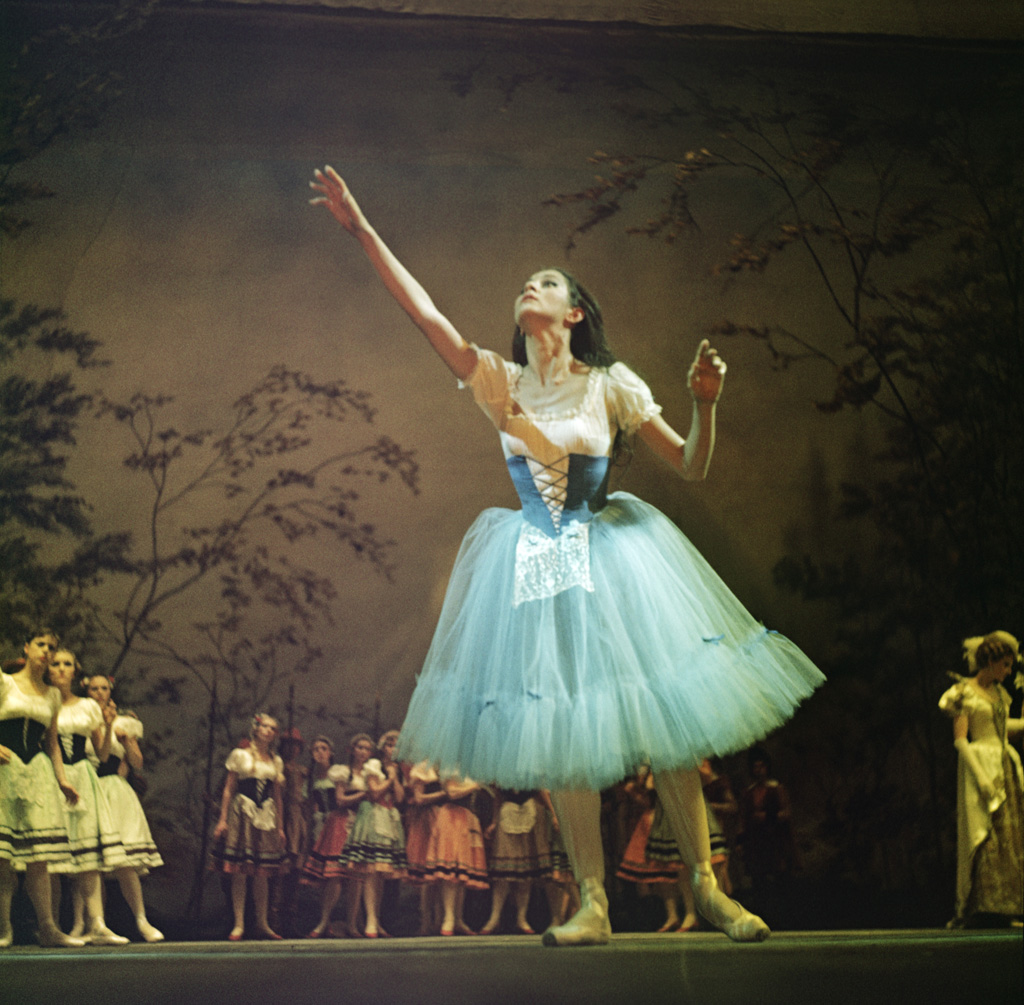
『ジゼル』第1幕でのナタリア・ベスメルトノワ（1966年）

ナタリア・ベスメルトノワ（露：Ната́лия И́горевна Бессме́ртнова、英：Natalia Igorevna Bessmertnova、1941年7月19日 - 2008年2月19日）は、ロシアのバレエダンサー・バレエ指導者である。ボリショイ・バレエ団のプリマ・バレリーナとして30年にわたってトップスターの地位にあり、旧ソビエト連邦時代にはソ連邦最高会議代議員も務めた。秀でた技術と音楽性、豊かな表現力を兼ね備え、クラシックバレエの諸作品のみならず、夫である振付家ユーリー・グリゴローヴィチの作品に多く出演して重要な役柄を務めた他、『ジゼル』、『ショピニアーナ』などの叙情的な役柄にも優れた表現と解釈を示した。

## 生涯
1941年、ユダヤ人の父とロシア人の母の間にモスクワで生まれた。医師であった父イーゴリ・ベスメルトノフは彼女が幼いころに亡くなったため母アントニーナの手で育てられたが、家計は裕福で暮らしに不自由はなかった。親族には舞台芸術に縁のある者は1人もいなかったが、バレエに向いていると勧められて1953年にボリショイ・バレエ学校に入学した。ラプチンスカヤ、コジュホワに師事した後、名教師として知られたソフィア・ゴロフキナの指導を3年にわたって受けた。ボリショイ・バレエ学校には1961年まで在籍し、「学校史上最高の逸材」との高い評価を受けている。
卒業のための国家試験は、名プリマ・バレリーナとして知られたガリーナ・ウラノワを審査委員長として実施された。ベスメルトノワはこの時、同年にボリショイ・バレエ学校に入学し、幼い頃にはピオネール宮殿の舞踊サークルでも一緒だったミハイル・ラヴロフスキーとともに試験に挑んだ。2人はこの時フランツ・リストの音楽を使った作品を披露したが、試験の選考委員たちは採点を忘れてこの踊りに見入ってしまい、最後には熱烈な拍手を送っていた。
卒業と同時にボリショイ・バレエ団に入団し、『ショピニアーナ』の「ワルツ」で舞台デビューした。この舞台は好評を博し、同年の11月には『人生の遍歴者』という作品の準主役を踊っている。1962年のロンドン公演でもスター候補として注目され、1963年にボリショイ劇場で『ジゼル』のタイトルロールを踊ることに決まった。当時のベスメルトノワについて、バレエ団の内部からは才能に恵まれたバレリーナであるが技術的に不安定なのが惜しいという意見があり、彼女自身も不安を覚えていたという。幸いにして主役デビューの『ジゼル』は、ベスメルトノワが真の叙情的バレリーナであることをバレエ団内部のみならず観客にも証明することになり、成功裡に終わった。ベスメルトノワは自分の進む道を見つけ、自己の力を信じることができるようになった。
最初に主演した新作バレエは、カシヤン・ゴレイゾフスキー振付の『レイリとメジュヌーン』（1964年）だった。このバレエは1947年初演のものの改作で、ベスメルトノワはウラジーミル・ワシーリエフを相手役としてイスラム伝説上の美女「レイリ」役をライサ・ストルチコワと交互に踊り、称賛を得た。1965年には、ミハイル・ラヴロフスキーと組んでヴァルナ国際バレエコンクールに出場してともに金メダル（1位）を獲得している。
ベスメルトノワはエンジニアだった最初の夫と1965年に離婚し、1968年に振付家ユーリー・グリゴローヴィチと再婚した。グリゴローヴィチは、『愛の伝説』（1965年）のシリン、『スパルタクス』（1968年）のフリーギア、『イワン雷帝』（1975年）のアナスタシア、『ロミオとジュリエット』（1979年）のジュリエットや『黄金時代』（1982年）のリタなど重要な役を彼女に与え、演技者としての資質を発揮させた。とりわけ、ロミオ役のラヴロフスキーと組んで演じたジュリエットは、ガリーナ・ウラノワ以来最高のものと称賛を受けた。ベスメルトノワ自身も、一番気に入っている役としてジゼル、シリン、アナスタシアと並んでジュリエットを挙げていた。
ベスメルトノワは技術や表現力でも高い評価を受けていたが、その音楽性において特に優れていた。ボリショイ劇場の指揮者を務め、グリゴローヴィチ振付の『スパルタカス』、『イワン雷帝』、『アンガラ』、『ロミオとジュリエット』などの初演を指揮したアリギス・ジュライティスは、彼女について「音感の良い人が踊るときは指揮をしても楽です」と評し、ボリショイ・バレエ団の外国公演では当地の新聞が「踊りの完璧な楽器」と称える評を掲載した。豊かな音楽性と役柄に対する深い洞察力に加え、即興で踊っているとも見えかねない自由闊達さやしなやかな手脚などを生かして多彩なレパートリーを踊りこなし、その範囲の広さは帝政ロシアからソビエト連邦を通じても屈指のものと評価された。
ヴァルナ国際バレエコンクールでの金メダル獲得の他、1970年にはパリでアンナ・パヴロワ賞を受け、1972年にはレーニン・コムソモール賞を受賞した。1976年にはソ連人民芸術家の称号を受け、ソ連邦最高会議代議員も務めた。現役時代には3000回以上の舞台を勤め上げ、1989年に現役を退いた。1995年にグリゴローヴィチがエカテリーナ・マクシーモワ・ウラジーミル・ワシーリエフ夫妻やマイヤ・プリセツカヤと衝突して1988年以来務めていたボリショイ・バレエ団の芸術監督を退任すると、彼女もバレエ団から離れた。
その後はモスクワ国際バレエコンクールや日本の全国バレエコンクール in Nagoyaなどで審査員を務め、後進の指導にも当たるなどしてバレエ界での活動を続けた。後にボリショイ・バレエ団と和解して、2001年から2003年までバレエ団の指導に当たっていた。彼女は腎臓病を長く患っていたが、ガンのために2008年2月19日にモスクワで死去したことが報じられた。死去の報に際して、ボリショイ劇場では「ボリショイ劇場と我々のすべての芸術に対する大きな損失」と追悼の辞を発表している。